# Otto Schütte
Otto Schütte (ur. 2 stycznia 1890, zm. 29 stycznia 1948 w Hameln) – zbrodniarz nazistowski,  SS-Scharführer, członek załogi niemieckiego obozu/więzienia Fuhlsbüttel.
Członek SA. Od 1943 do kwietnia 1945 był strażnikiem w obozie/więzieniu Fuhlsbüttel. Od 25 października 1944 był to podobóz KL Neuengamme. W kwietniu 1945 kierował jedną z kolumn ewakuacyjnych więźniów, którą skierowano do obozu Kiel-Hasse.
W dniu 24 września 1947 Schütte został skazany w procesie załogi Fuhlsbüttel przez brytyjski Trybunał Wojskowy w Hamburgu na karę śmierci przez powieszenie. Uznano go za winnego dwóch zarzutów: udziału w mordowaniu i maltretowaniu więźniów zarówno samym obozie, jak i w trakcie jego ewakuacji w kwietniu 1945. Sam oskarżony przyznał się do zastrzelenia jednego więźnia i udziału w egzekucji jedenastu jeńców radzieckich. Wyrok wykonano w więzieniu Hameln 29 stycznia 1948. 